# Притвиц, Наталья Алексеевна
Наталья Алексеевна Притвиц (29 мая 1931, Ленинград — 7 февраля 2019, Новосибирск) — кандидат технических наук, инженер-гидротехник, популяризатор науки, журналист, аналитик, сценарист, консультант группы прессы Президиума СО РАН.

## Биография
Родилась 29 мая 1931 года в Ленинграде. Родители Натальи Алексеевны принадлежали к старинному дворянскому роду и считались социально ненадёжными элементами, из-за чего семье приходилось постоянно менять место проживания. В 1935 году семью выслали из Ленинграда.
В Херсоне на Украине окончила школу с золотой медалью.
В 1954 году окончила Московский инженерно-строительный институт им. В. В. Куйбышева (факультет гидротехнического строительства), в 1957 году окончила аспирантуру кафедры гидравлики.
В 1959 году перешла на работу в Сибирское отделение АН СССР, научный сотрудник лаборатории прикладной гидродинамики Института гидродинамики. С 1970 года занимала должность учёного секретаря Сибирского отделения АН СССР по связям с прессой, радио, телевидением, кино в аппарате Президиума СО АН. Была куратором научно-популярного издания «За науку в Сибири» (совр. «Наука в Сибири»). С 1973 года состояла в Союзе журналистов СССР.
В 1961 году защитила кандидатскую диссертацию.

## Деятельность
Наталья Алексеевна Притвиц стояла у истоков создания Новосибирского Академгородка, принимая непосредственное участие в его развитии. Долгие годы сотрудничала с такими известными академиками как М. А. Лаврентьев, В. А. Коптюг, Г. И. Марчук, Н. Л. Добрецов.
Автор и редактор многочисленных художественных, научных и литературных трудов: «Академия наук СССР. Сибирское отделение. Персональный состав. Хроника 1957—1982 гг.» (1982), «Российская академия наук. Сибирское отделение. Стратегия лидеров» (2007, совместно с В. Д. Ермиковым и О. В. Подойницыной); автор-составитель книг «Треугольник Лаврентьева» (1989, совместно с З. М. Ибрагимовой), «Век Лаврентьева» (2000, совместно с В. Д. Ермиковым и З. М. Ибрагимовой), «Научная династия Келей-Добрецовых» (2003, 2009) и т. д.
Создала большое количество буклетов про Сибирское отделение РАН, автор многих фотовыставок.
Написала поэму «Долиниада», за это произведение семья Лаврентьевых подарила Наталье Алексеевне десятитомник Пушкина, а также бессрочное приглашение на воскресные обеды в дом М. А. Лаврентьева.
Внесла большой вклад в сохранение исторической картины рождения и формирования Новосибирского Академгородка. Была издана книга «И забыть по-прежнему нельзя» (2007, совместно с Е. Н. Верховской и С. П. Рожновой), сборник с воспоминаниями людей, чья жизнь была связана с историей Академгородка. Кроме того, опубликованы некоторые дневники самой Натальи Алексеевны, где повествуется об увлекательной и непростой жизни учёных, которые в сложных бытовых условиях создавали Сибирское отделение Российской Академии Наук, известное сегодня во всём мире.
Умерла в Новосибирске. Похоронена на Южном (Чербузинском) кладбище (квартал У).

## Некоторые проекты
- Наталья Алексеевна Притвиц — автор сценариев некоторых документальных фильмов, посвящённых Сибирскому отделению РАН.
- Принимала участие в создании первой экспозиции Музея истории СО РАН (1991).
- Осуществляла литературную запись произведения академика М. А. Лаврентьева «…Прирастать будет Сибирью» (1980, 1982).

## Награды
- Орден «Знак Почёта»
- Медаль ордена «За заслуги перед Отечеством» II степени (2007)[2]

## Авторские работы
- Притвиц Н. А. Саянский дневник. — М.: Физкультура и спорт, 1959. — 104 с. — (По родным просторам). — 15 000 экз.[3]
- Горизонты сибирской науки: сборник / сост. Н. А. Притвиц; худож. В. В. Павлов. — Новосибирск: Западно-Сиб. книжное изд-во, 1979. — 127 с.
- Академик Валентин Афанасьевич Коптюг: альбом / РАН. Сиб. отд-ние; сост. В. Д. Ермиков, Н. А. Притвиц, О. В. Подойницына. — Новосибирск, 1997. — 108 c.
- Академик Лаврентьев: Воспоминания о видном советском ученом его соратников, друзей, учеников / публ. подгот.: З.Ибрагимова, Н.Притвиц // Сов. Россия. — 1985. — 28 августа
- Алексеева Н. В зеркале прессы (конец августа — сентябрь) // Наука в Сибири. — 1999. — 8 октября (N 39). — С. 7.
- Алексеева Н. Далеко простирает химия руки свои в дела человеческие // ЭКО: экономика и орг. пром. пр-ва. — 1997. — N 8. — C.52-54
- Алексеева Н. 275 лет Российской Академии наук // Наука в Сибири. — 1999. — 25 июня (N 25)
- «И забыть по-прежнему нельзя…»: сб. воспоминаний старожилов Академгородка / Рос. акад. наук, Сиб. отд-ние, Мэрия г. Новосибирска, Обществ. об-ние «Аборигены»; сост.: Е. Н. Верховская (гл. сост.), Н. А. Притвиц, С. П. Рожнова; ред.: Н. А. Притвиц, С. П. Рожнова. — Новосибирск: ИЭОПП СО РАН, 2007. — 334 c.
- Ибрагимова З. «Треугольник» Лаврентьева / З.Ибрагимова, Н.Притвиц; ред. А. А. Баев и др. — М.: Сов. Россия, 1989. — 336 c. — (Рос. города науки)
- Из российской глубинки — в науку: Науч. династия Келлей — Добрецовых: кн. воспоминаний и автобиогр. / РАН. Сиб. отд-ние; ред.-сост. Н. А. Притвиц. — Новосибирск: Изд-во СО РАН, 2003. — 160 c. — (Интеллигенты России).
- Лаврентьев М. А. Наука. Технический прогресс. Кадры: сб. статей и выступлений с 1957—1979 гг. / ред. Г. И. Марчук; сост. Н. А. Притвиц. — Новосибирск: Наука, 1980. — 88 c.
- Лаврентьев М. А. …Прирастать будет Сибирью / Сиб. отд-ние АН СССР; лит. запись Н. А. Притвиц. — 2-е изд. — М.: Молодая гвардия, 1982. — 175 с. — (Эврика)[4]

## Семья
Дед — Аркадий Павлович Притвиц, полковник, служил в железнодорожных войсках. Сопровождал императора в его поездках по Российской империи.
Бабушка — Мария Викторовна, молдаванка по национальности, переводчица, знала пять языков, в их числе румынский. Была арестована.
Отец — Алексей Аркадьевич Притвиц, учился в Институте искусств, но был отчислен с характеристикой «социально опасный элемент» (СОЭ). В дальнейшем работал геодезистом. Николай II был его крёстным отцом.
Мать — Зинаида Леонидовна, работала машинисткой.